# Уссурийское войсковое казачье общество
Уссурийское войсковое казачье общество — одно из 12 войсковых казачьих обществ в Российской Федерации.

## История
9 июня 1990 года состоялся Учредительный круг Землячества уссурийских казаков во Владивостоке. 28—29 мая 1992 года Большой круг казаков Дальнего Востока принял решение о слиянии Уссурийского казачьего войска Хабаровского и Приморского краёв в единую организацию. В течение мая-июля 1992 года были созданы Славянский округ (Хасанский район); Чичаговский округ (Надеждинский район).
17 июня 1997 года подписан Указ Президента Российской Федерации N 611 «Об утверждении Устава Уссурийского войскового казачьего общества».
В 2010 году Амурское и Уссурийское казачество объединилось в «Уссурийское казачье войсковое общество».
В 2013 году родовые казаки-амурцы приняли решение о выходе из состава Уссурийского войскового казачьего общества. В марте 2014 года в г. Хабаровске на Круге амурских казаков было принято решение о возобновлении деятельности Амурского войскового казачьего общества «Амурское казачье войско» с центром в Благовещенске.

### Структура казачьего войска на 2025 год
Штаб с 2012 г. находится в Хабаровске.
Атаманы:
- с 1997—2010 гг. — казачий генерал Полуянов Виталий Алексеевич;
- с 2010—2016 гг. — казачий полковник Мельников Олег Анатольевич[4];
- с 2017 г. по 2022 г. — казачий генерал Степанов Владимир Николаевич[5][6];
- с 2022 г. — есаул Агибалов Александр Александрович[7][8].

- Окружных казачьих обществ — 8 (Приморский край, Камчатский край, Магаданская область, Сахалинская область, Еврейская автономная область, Хабаровский край, Амурская область, Республика Саха (Якутия)). Членов казачьего войска — 3 871 человек[9][10].
- Городских казачьих обществ — 7.
- Станичных казачьих обществ — 45.
- Хуторских казачьих обществ — 4.

### Кадетские школы и корпуса
В Хабаровске планируют открыть кадетский корпус им. Муравьева-Амурского. Открыта кадетская школа в Южно-Сахалинске, кадетская школа-интернат в Якутске и Амурский кадетский корпус в Благовещенске.